# ريتشارد سومنر كوان
ريتشارد سومنر كوان (بالإنجليزية: Richard Sumner Cowan)‏ هو عالم نبات أمريكي، ولد في 23 يناير 1921 في كروفوردسفيل في الولايات المتحدة، وتوفي في 17 نوفمبر 1997 في برث في أستراليا.